# Pararhodobates
Pararhodobates is een geslacht van vlinders van de familie echte motten (Tineidae).

## Soorten
- P. petroeca (Meyrick, 1937)
- P. syriaca (Lederer, 1857)
- P. syriacus (Lederer, 1857)